# Václav Klement Petr
Václav Klement Petr (16. ledna 1856 Sušice – 18. února 1901 České Budějovice) byl český katolický kněz, vicerektor biskupského semináře v Českých Budějovicích a zakladatel a první generální představený (1888–1901) Kongregace bratří Nejsvětější Svátosti (petrínů), zabývající se výchovou chlapecké mládeže.
Je pohřben na hřbitově v Mladém.